# Lex Iulia caducaria
Die lex Iulia caducaria beinhaltet legislatorische Maßnahmen aus dem Paket der augusteischen Ehegesetze. Der Kaiser wollte mit den Anordnungen die altväterlichen Sitten wiederherstellen und absichern. Blieb ein Nachlass ohne Erben, bestimmte die lex das sogenannte Heimfallrecht an die staatliche Gemeinschaft. Dafür war Voraussetzung, dass weder Agnaten noch Gentile zur Verfügung standen, die die Erbschaft hätten annehmen können. Das kam sehr selten vor, denn ein jeder Römer hatte einer Sippe oder Familiengruppe anzugehören. Das könnte dazu beigetragen haben, dass es bis zur kaiserlichen Gesetzgebung auch nicht als Frevel galt, wenn erblose Nachlassmassen geplündert wurden. Im Wege der Ersitzung (usucapio pro herede) erlangte der durch die Plünderung Bereicherte – nach einer Haltefrist von einem Jahr – sogar Eigentum an der Sache. Durch die staatliche Hoheit, Aufsicht und Bemächtigung über herrenlose Nachlässe auszuüben, wurden Plünderungen später dann strafbar. 
Die lex Iulia caducaria gehört zum privatrechtlichen Gründungsakt des Prinzipats und erging wohl 18 v. Chr. Da sie häufig im Zusammenhang mit der lex Iulia de maritandis ordinibus für die erblosen Nachlässe (bona vacantia) stand, galt für das caducum, dass es an das römische Aerarium (Staatskasse) fiel, mit Einführung durch Tiberius dann an den Fiscus (Prinzipalhaushalt). Die Übernahme des erblosen Nachlasses erfolgte mit allen daran hängenden Verbindlichkeiten (Schulden und Lasten), aber auch Veräußerungsrechten. Beide Regelwerke gingen im Jahr 9 n. Chr. zunächst in die lex Papia Poppaea ein und wurden dort zusammengefasst, näher bestimmt und verschärft. Unter den kaiserzeitlichen Juristen wird der Gesetzeskomplex als lex Iulia et Papia zitiert.